# Urtica nana
Urtica nana är en nässelväxtart som beskrevs av William Jackson Hooker. Urtica nana ingår i släktet nässlor, och familjen nässelväxter. Inga underarter finns listade i Catalogue of Life.